# سیبلی، میسوری
سیبلی (به انگلیسی: Sibley) یک منطقهٔ مسکونی در ایالات متحده آمریکا است که در شهرستان جکسون، میزوری واقع شده‌است.
 سیبلی ۲٫۷۰ کیلومتر مربع مساحت و ۳۵۷ نفر جمعیت دارد و ۲۴۶ متر بالاتر از سطح دریا واقع شده‌است.